# سفوبودا
سفوبودا (بالإنجليزية: Svoboda)‏ يعني اسم الحزب حرية هو حزب سياسي قومي أوكراني وأحد الاحزاب الرئيسية الخمسة في أوكرانيا